# Zimna Woda (województwo dolnośląskie)
Zimna Woda (niem. Kaltwasser) – wieś w Polsce, położona w województwie dolnośląskim, w powiecie lubińskim, w gminie Lubin.

## Podział administracyjny
W latach 1945–1954 miejscowość była siedzibą gminy Zimna Woda. W latach 1975–1998 miejscowość należała administracyjnie do województwa legnickiego.

## Nazwa
9 września 1947 nadano miejscowości polską nazwę Zimna Woda.

## Zabytki

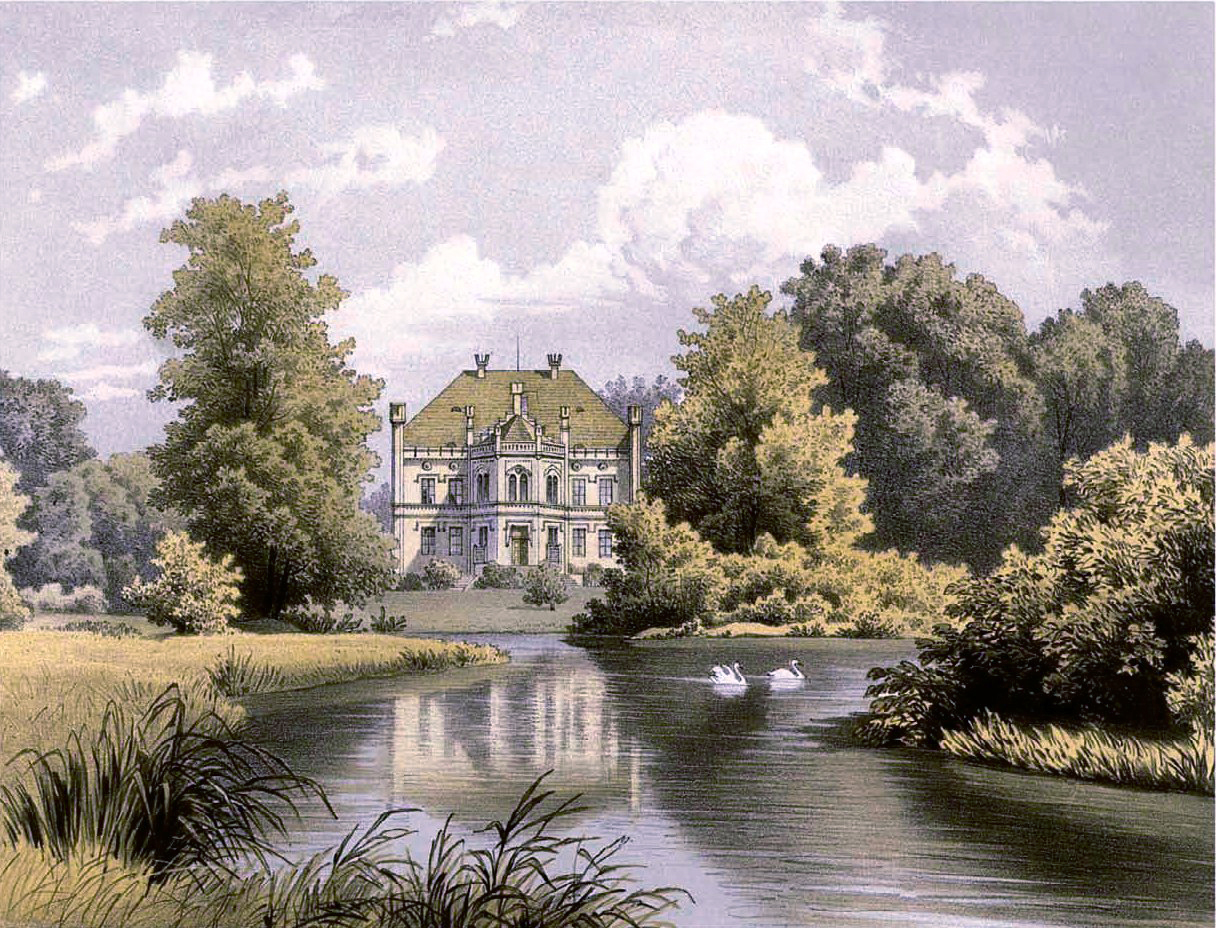
Palac Kaltwasser, around 1860, Alexander Duncker

Do wojewódzkiego rejestru zabytków wpisane są:
- kościół rzymskokatolicki parafii pw. Świętej Trójcy, wybudowany w latach 1794–1797
- dawny kościół ewangelicki (obecnie cerkiew prawosławna parafii pw. Zaśnięcia Bogurodzicy) z XIV–XIX wieku
- cmentarz przy kościele
- cmentarz ewangelicki, obecnie rzymskokatolicki, z XIX wieku
- park pałacowy, po 1860 roku